# (2195) Tengström
(2195) Tengström es un asteroide perteneciente al cinturón de asteroides descubierto el 27 de septiembre de 1941 por Liisi Oterma desde el observatorio de Iso-Heikkilä en Turku, Finlandia.
Está nombrado en honor de Erik Tengström (1913-1996), astrónomo sueco.